# Fuzzy's Taco Shop
Fuzzy's Taco Shop é uma rede americana de restaurantes fast casual especializada em culinária mexicana no estilo Baja. Servindo café da manhã, almoço e jantar, a Fuzzy's opera em mais de 150 locais em 17 estados.

## História
Em 2001, Paul Willis, com a ajuda do Chef Steve Mitchell, abriu o primeiro Fuzzy's Taco Shop na West Berry Street, em Fort Worth, Texas, próximo ao campus da Universidade Cristã do Texas. O restaurante foi comprado em 2003 por Chuck e Alan Bush, que abriram o segundo restaurante da marca em East Fort Worth em 2007, antes de iniciar uma rápida expansão da rede por meio de franquias que se concentravam principalmente em locais próximos a campi universitários, antes de se expandirem para outras áreas.
A marca abriu sua 50ª unidade em 2012 e sua 100ª unidade em 2016, poucos meses depois de vender uma participação de 70% para o grupo de private equity NRD Capital Management, com sede em Atlanta.
A Fuzzy's atingiu 150 unidades no início de 2019 e agora opera restaurantes no Texas, Oklahoma, Luisiana, Alabama, Arkansas, Arizona, Carolina do Norte, Colorado, Flórida, Geórgia, Iowa, Kansas, Mississippi, Missouri, Montana, Nebraska, Carolina do Sul, Ohio e Virgínia. Em dezembro de 2022, a rede foi adquirida pela Dine Brands.